# John Kirwan
John James Patrick Kirwan KNZM (Auckland, 16 de diciembre de 1964) es un exjugador neozelandés de rugby que se desempeñaba como wing. 
John Kirwan jugó con los All Blacks las dos primeras Copas Mundiales formando parte del seleccionado maorí que se consagró campeón del Mundo en Nueva Zelanda 1987. Desde 2014 es miembro del Salón de la Fama de la World Rugby. Su hijo Niko es futbolista.

## Carrera
Como entrenador dirigió a Italia de 2002 a 2005 participando en la Copa Mundial de Australia 2003 y a Japón de 2007 a 2011 participando en los Mundiales de Francia 2007 y Nueva Zelanda 2011. Desde 2013 es entrenador de los Blues del Super Rugby.

### Participaciones en Copas del Mundo
Disputó la Copa del Mundo de Rugby de Nueva Zelanda 1987 donde los All Blacks mostraron claramente su alto nivel de principio a fin del torneo ganando su grupo con amplias victorias ante Italia 70-6, Fiyi 74-13 y Argentina 46-15. Superaron cómodamente a Escocia en cuartos y a los dragones rojos en semifinales, finalmente derrotaron en la final a unos Les Blues de gran nivel con Philippe Sella y Serge Blanco en sus filas, por 29-9. Cuatro años más tarde en Inglaterra 1991: los All Blacks ganarían su grupo, venciendo al XV de la Rosa (que luego sería subcampeón del torneo). Derrotaron a Canadá 29-13 en cuartos de final y serían vencidos en semifinales por los Wallabies en un recordado partido que tuvo al mejor David Campese que se recuerde en el lado de Australia. Luego obtendrían el Tercer lugar frente a Escocia, este fue su último mundial.
| Mundial                       | Sede          | Resultado     | PJ | Tries |
| ----------------------------- | ------------- | ------------- | -- | ----- |
| Copa Mundial de Rugby de 1987 | Nueva Zelanda | Campeón       | 6  | 5     |
| Copa Mundial de Rugby de 1991 | Inglaterra    | Tercer puesto | 4  | 1     |

## Palmarés
- Campeón del Eccellenza de 1988/89.
- Campeón del National Provincial Championship de 1984, 1985, 1993 y 1994.